# Pelophylax chosenicus
Espèce
Synonymes
- Rana nigromaculata coreana Okada, 1928
- Rana nigromaculata chosenica Okada, 1931
- Rana chosenica Okada, 1931
- Rana czarevskyi Terentjev, 2000

Statut de conservation UICN

 VU B2ab(iii,iv) : Vulnérable
Pelophylax chosenicus est une espèce d'amphibiens de la famille des Ranidae.

## Répartition
Cette espèce est endémique de la péninsule coréenne. Elle se rencontre :
- en Corée du Sud dans les provinces de Jeollanam, de Jeollabuk, de Chungcheongnam et de Gyeonggi et à Gwangju, à Incheon et à Séoul ;
- en Corée du Nord dans les provinces de Hwanghae du Sud, de Hwanghae du Nord, de Pyongan du Sud, de Pyongan du Nord et de Jagang.

Sa présence est incertaine en République populaire de Chine.

## Publications originales
- Okada, 1928 : Frogs in Korea. Chosen Natural History Society Journal, vol. 6, p. 15-46.
- Okada, 1931 : The Tailless Batrachians of the Japanese Empire. Tokyo, Imperial Agricultural Experiment Station.